# Киллиди
Киллиди (англ. Killeedy; ирл. Cill Íde) — деревня в Ирландии, находится в графстве Лимерик (провинция Манстер).
В Киллиди родился Пётр Петрович Ласси (Пирс Эдмонд де Ласи), полководец XVIII века, служивший в Российской Империи.